# Edvard Andersson
Anders Edvard Andersson (i riksdagen kallad Andersson i Höckerum), född 6 februari 1856 i Ringarums församling, död 14 mars 1930 i Ringarum, var en svensk lantbrukare och politiker. 
Andersson var ledamot av riksdagens andra kammare 1909-1917, invald i Hammarkinds och Skärkinds domsagas valkrets fram till 1911 och därefter vald av Östergötlands läns norra valkrets fram till 1917. I riksdagen var till en början högervilde men anslöt sig 1911 till Lantmannapartiet. 1912 till 1917 tillhörde Andersson Lantmanna- och borgarpartiet.